# Зондська протока
Зо́ндська протока (індонез. Selat Sunda, 5°55′ пд. ш. 105°53′ сх. д. / 5.917° пд. ш. 105.883° сх. д.) — знаходиться між островом Суматра і островом Ява; довжина 130 км, ширина 22—112 км; глибина 50 м; сполучає Індійський океан з Яванським морем; є порт Танджунґкаранґ-Телукбетунґ.
Це вузька протока приблизно північно-східної/південно-західної орієнтації, з найменшою шириною 24 км в його північно-східному кінці між Мис Туа на Суматрі та Мис Паджат на Яві. З великими глибинами на заході й великою кількістю мілин на сході, з глибиною до 20 м. Вузькість протоки, обмеженість і відсутність точних навігаційних карт, піщані мілини, дуже сильні припливні потоки та штучні перешкоди, як, наприклад бурові вишки біля узбережжя Яви, роблять важким її проходження для великих суден, більшість яких використовують Малаккську протоку.
У протоці розташовано багато островів вулканічного походження, найвідоміші — острови Кракатау. Виверження однойменного вулкана в 1883 році вважається одним із щонайпотужніших у сучасній історії.

## Історія
Використовувати Зондську протоку на шляху до Ост-Індії, на противагу Малаккській протоці, що щільно патрулювалася португальським флотом, запропонував в кінці XVI ст. голландський мореплавець і картограф Ян Гюйген ван Лінсхотен. Він запропонував торговцям подорожувати до Ост-Індії, обходячи Суматру з півдня через Зондську протоку, тим самим мінімізуючи ризик втручання португальців. Зрештою цей прохід став головним голландським шляхом до Південно-Східної Азії, а його використання започаткувало колонізацію територій, з яких складається сучасна Індонезія.
1 березня 1942 року пройшла битва Зондської протоки — частина більшої битви в Яванському морі, коли крейсери союзників «Перт» (Австралія) і «Х'юстон» (США) вступили в зустрічний бій із десантною групою японського флоту під командою віцеадмірала Кензабуро Хара, яка включала авіаносці, три крейсери та десять есмінців. Обидва крейсери союзників були потоплені, а японський мінний тральщик і транспортне судно були потоплені вогнем союзників.
З 1960-х років існують плани будівництва моста, що сполучатиме Суматру і Яву. У жовтні 2007 року були зроблені конкретні пропозиції.